# Culicoides pancensis
Culicoides pancensis är en tvåvingeart som beskrevs av Browne 1980. Culicoides pancensis ingår i släktet Culicoides och familjen svidknott.
Artens utbredningsområde är Colombia. Inga underarter finns listade i Catalogue of Life.